# Цукерхютъл
Цукерхютъл (Zuckerhütl или Zuckerhuetl) е връх в Алпите, най-висок в масива Щубайски Алпи (3507 м). Намира се на територията на Австрия, провинция Тирол, само на километър от границата с Италия, на вододелното било между долините на Адидже на юг и на Ин на север. От северната му страна се е запазил малък ледник – Зулценауфернер. В долния си край той завършва с внушителен ледопад, който се вижда добре от долината Щубайтал. Оттам идва и името на върха, което може да се преведе като „захарната капачка“.
Цукерхютъл представлява респектираща пирамида, покрита с лед и сняг. Най-висока е южната му стена, която се спуска с 500 м. От върха се открива обширна панорама – от Йоцталските до Цилерталските Алпи, достига до връховете Ортлес и Чеведале, а на север обхваща целия Щубайски масив. Първият му покорител е Йозеф Шпехт през 1862 г., един от основателите на германския алпийски клуб.
Днес изкачването му се затруднява от топенето на снеговете. Там, където някога алпинистите са стъпвали на втърда основа, сего лесно може да поддаде. Затова е прокарана въжена линия, която помага начинанието да се изпълни за по-малко от ден. Традиционният маршрут е по източния ръб над Зулценауфернер.